# Super Mario Bros. 3
Super Mario Bros. 3 (auch Super Mario Brothers 3, Super Mario 3 und abgekürzt SMB3 genannt) ist ein zweidimensionales Jump-’n’-Run-Videospiel der japanischen Firma Nintendo. Es erschien am 23. Oktober 1988 in Japan, am 12. Februar 1990 in den USA und am 29. August 1991 in Europa für das Nintendo Entertainment System bzw. den Nintendo Family Computer.
Super Mario Bros. 3 erhielt allgemein gute Kritiken und wird als eines der bisher besten Videospiele bezeichnet. Außerdem hatte es Einfluss auf die Videospielgeschichte. Mit weltweit 17,28 Millionen verkaufter Einheiten gilt es auch als meistverkauftes Videospiel, das nicht als Bundle mit einer Konsole vertrieben wurde.
Viele Neuerungen sind heute noch gebräuchlich, z. B. die Koopalinge.

## Spielbeschreibung

### Hintergrundgeschichte
König Koopas sieben Kinder, die Koopalinge, haben je ein Königreich (im Spiel als Welt bezeichnet) besetzt und den König eines jeden Reichs in ein Tier verwandelt. Insgesamt gibt es acht solcher Welten, die die Pilz-Welt bilden. Die Klempner Mario und Luigi müssen nun die Welten durchqueren und am Ende jeder Welt gegen einen Koopaling kämpfen, um den Zauberstab zurückzuerlangen und den König zurückverwandeln zu können. Außerdem hat König Koopa die Prinzessin der Pilz-Welt, Prinzessin Toadstool, entführt. In der achten Welt muss schließlich gegen ihn gekämpft werden, um die Prinzessin zu retten.

### Spielprinzip
Super Mario Bros. 3 ist ein zweidimensionales Videospiel vom Genre Jump ’n’ Run, in dem der Spieler seitlich auf die Szenerie blickt. Der Spieler steuert die Spielfigur mit dem NES-Controller. Er muss die einzelnen Level des Spiels absolvieren. Die Spielfigur muss von links nach rechts bis zum jeweiligen Levelende manövriert werden und dabei vielen Hindernissen ausweichen. Dabei scrollt der Bildschirm weiter, wenn die Spielfigur nach rechts oder links läuft. Es gibt Hindernisse in Form von Gegnern oder Abgründen. Bewältigt der Spieler einen Level, fährt er mit dem nächsten fort.
Die einzelnen Level werden durch eine Weltkarte ausgewählt.
Zu den Hindernissen zählen Plattformen, Abgründe, Blöcke, Röhren und Gegner. Über die Plattformen kann die Spielfigur springen, sie kann sie aber auch begehen. In die Abgründe im Boden darf sie nicht hineinfallen. Diese müssen ebenfalls übersprungen werden. Die Blöcke, die auch zu den Plattformen zählen, schweben in der Luft und verstecken Items. Springt die Spielfigur von unten gegen einen Block, gibt er seinen Inhalt preis. Darüber hinaus kann Super-Mario Blöcke durchbrechen, indem er gegen sie springt. Es gibt außerdem grüne Röhren, die primär als Plattformen dienen. Aus manchen erscheinen Gegner, andere Röhren hingegen sind für die Spielfigur begehbar und führen sie an andere Stellen des Levels. Hinzu kommen Gegner, die mit der Spielfigur nicht in Berührung kommen dürfen.
Mario verliert einen Versuch, wenn die Zeit abläuft, er in einen Abgrund fällt oder einen Gegner berührt. Er kann verschiedene Items einsammeln, die ihn stärker und resistenter machen.

### Spielablauf
Nachdem der Spieler ausgewählt hat, ob er im Ein- oder Zweispielermodus spielen möchte, erscheint die Karte der ersten Welt. Auf dieser sind die Level dieser Welt zu sehen. Dabei sind die ersten Weltkarten einfach, die späteren aber komplizierter aufgebaut und ermöglichen auch nichtlineare Wege. Der Spieler wählt einen Level auf der Karte aus, den er spielen möchte. Hat er den Level absolviert, kann er auf der Karte vorrücken und einen weiteren Level wählen.
Die eigentlichen Level sind aufgebaut wie in Super Mario Bros. Der Spieler muss die Spielfigur zum Ende des Levels manövrieren und dabei Gegnern und Hindernissen ausweichen. Am Ende des Levels befindet sich ein Kästchen, in dem abwechselnd Karten blinken, die einen Pilz, eine Blume und einen Stern anzeigen. Springt die Spielfigur gegen das Kästchen, erhält er so die jeweilige Karte. Erhält er drei Karten, bekommt er ein Extraleben, bei drei Karten mit dem gleichen Symbol gleich mehrere Extraleben.
In Super Mario Bros. musste am Ende einer jeden Welt gegen den gleichen Gegner, König Koopa, gekämpft werden. In Super Mario Bros. 3 hingegen findet der Kampf gegen König Koopa erst in der letzten Welt statt. In den vorherigen sieben Welten gilt es, am Ende eines seiner Kinder zu besiegen. Hat der Spieler es zu König Koopa geschafft, bemerkt er, dass dieser nicht so leicht wie in Super Mario Bros. besiegt werden kann. In diesem Kampf speiht König Koopa Feuer und versucht, auf Mario zu springen. Dabei kann er derart ausgetrickst werden, dass er nicht auf Mario, sondern auf den Boden springt und die Bodenplatten durchbricht. Wenn so alle 18 Bodenplatten durchgebrochen sind, fällt König Koopa in ein bodenloses Loch und ist besiegt.

Anschließend wird ein dunkler Raum eingeblendet, in dem Prinzessin Toadstool in einer Ecke hockt. Sobald die Spielfigur ihn betritt, erhellt er und beide laufen in die Mitte des Raums. Die Prinzessin bedankt sich. In der japanischen Version sagt sie folgendes: 

“ありがこう！やっと　きのこのせかいに　へいわが　もどりました。　おしまいっ!”

„Danke dir! Frieden ist zurückgekehrt in die Pilzwelt. Das Ende!“

 Für die amerikanische Version des Spiels wählten die Übersetzer einen anderen Satz für die Prinzessin:

“Thank you. But our princess is in another castle! … Just kidding! Ha ha ha! Bye bye.”

„Danke dir! Aber unsere Prinzessin ist in einer anderen Burg! … Nur ein Scherz! Ha ha ha! Tschüss.“

 Damit beziehen sich die Übersetzer auf den Spruch, den der Toad an jedem Ende einer Welt in Super Mario Bros. sagte: 

“Thank you Mario! But our princess is in another castle.”

„Danke Mario! Aber unsere Prinzessin ist in einer anderen Burg.“

### Items und Gegner
In Super Mario Bros. 3 tauchen alle Items und Gegner auf, die es auch in Super Mario Bros. gab. Hinzu kommen einige neue Items, viele neue Gegner sowie Variationen bereits bekannter Gegner. So gibt es in Super Mario Bros. Koopa Troopas und Koopa Paratroopas (Koopas mit Flügeln). Analog dazu wurden in Super Mario Bros. 3 geflügelte Goombas, also Para-Goombas, eingeführt. Darüber hinaus gibt es Micro-Goombas, kleine Goombas, welche Mario beim Springen behindern. Es tauchen auch Kinder von Gegnern auf, wie Baby-Blooper oder, wie schon genannt, Micro-Goombas. Dies und der Fakt, dass Bowser in diesem Spiel sieben Kinder hat, könnte einem Journalisten zufolge darin begründet sein, dass Shigeru Miyamoto zu dieser Zeit Kinder bekommen hat.
In Super Mario Bros. 3 gibt es einerseits die aus Super Mario Bros. bekannten Items Super-Pilz, Feuer-Blume, Stern, den grünen Pilz (1-Up) und Münze. Sammelt der Spieler einen Super-Pilz ein, so wird die Spielfigur zum größeren Super-Mario und wenn sie einen Gegner berührt, wird sie zum normalen Mario. Der Stern macht die Spielfigur kurz unverwundbar, ein grüner Pilz verleiht einen zusätzlichen Versuch und jeweils hundert Münzen ergeben ein 1-Up. Daneben gibt es in Super Mario Bros. 3 sogenannte Anzüge. Besitzt die Spielfigur die Anzüge oder die Feuerblume, hat sie spezielle Kräfte und wenn sie von einem Gegner berührt wird, verwandelt sie sich zunächst wieder zu Super-Mario. Einer von ihnen ist der Froschanzug, der Mario in einen Frosch verwandelt und ihn so besser schwimmen lässt. Auch gibt es das Superblatt, das ihn in Waschbär-Mario verwandelt, sodass er mit seinem Schwanz Blöcke und Gegner zerschlagen und kurzzeitig fliegen kann. Ein weiteres Item ist der Tanuki- oder Waschbäranzug, der sehr selten ist. Er bietet einerseits die Möglichkeiten des Superblatts. Mario kann sich in diesem Zustand andererseits auch in eine Steinstatue (Kshitigarbha) verwandeln und ist so für Gegner unbesiegbar. Dieses Item knüpft an den japanischen Tanooki-Mythos an, das Wort Tanooki steht dort für einen Marderhund. Das Tier tritt in vielen japanischen Fabeln auf, weshalb Tanooki-Statuen in Japan populär sind (siehe dazu Marderhund#Kulturelle Rolle in Japan). Ein weiterer Anzug ist der Hammer-Anzug, durch den Mario Hämmer auf Gegner werfen kann. Somit hat er die Möglichkeiten wie der Gegner Hammer-Bruder.
Weitere neue Items sind magische Flügel (P-Wings), die Mario einen ganzen Level über fliegen lassen, sowie eine Musik-Box. Diese lässt die Gegner auf der Weltkarte für drei Runden einschlafen, sodass sie Mario nichts antun können. Während die Musik-Box aktiv ist, spielt eine langsamere Version der Super-Mario-Hauptmelodie. Darüber hinaus gibt es den Hammer, mit dem im Weg stehende Felsen auf der Karte zerstört werden können und so neue Wege frei machen, und die Wolke, mit der je ein Level gänzlich übersprungen werden kann. Des Weiteren gibt es einen Anker, der das Luftschiff auf der Karte festhält und eine Flöte, die Mario zu einem speziellen Kartenabschnitt befördert, auf dem andere Spielwelten ausgewählt werden können.
Items, die der Spieler in Minispielen oder in besonderen Levels erhält, werden separat gespeichert, sodass jedes so gewonnene Item zu einem beliebigen Moment eingesetzt werden kann.

### Weltkarte
Auf der Weltkarte wird der zu spielende Level ausgewählt. Es wird eine Karte eingeblendet, auf der ein Weg zu erkennen ist, den mehrere Felder kreuzen. Jedes Feld repräsentiert einen Level. Um einen Level zu wählen, wird die Spielfigur über die Weltkarte bewegt. Jede der acht Welten hat eine eigene Weltkarte, wobei in späteren Welten die Wege komplexer werden. Im unteren Teil des Bildschirmes sind allgemeine Informationen wie Punktzahl, aktuelle Welt oder gesammelte Münzen angezeigt. Auf der Weltkarte gibt es ferner spezielle Felder, durch die Minispiele oder Ähnliches erreicht werden kann.
Der Anfang des Weges auf der Weltkarte wird durch das Start Panel, ein mit Start beschriftetes Feld, visualisiert. Felder, durch die Level erreicht werden können, werden als Action Scene Panel bezeichnet und tragen in sich die Zahl des jeweiligen Levels. Wird ein Level erfolgreich abgeschlossen, so ändert sich das Feld in ein Clear Panel, ein weißes Feld mit einem M, das nicht erneut betreten werden kann.
Auf jeder Weltkarte findet man eines bis mehrere Toad Häuser, ein Feld, das wie ein Pilz aussieht. In diesem Level wählt die Spielfigur eine von drei Schatzkisten aus, von der jede ein anderes Item enthält. Einige Wege auf der Karte sind versperrt. Im Weg stehen können zerbrechbare Felsen oder aber verschlossene Türen, durch die man nur gelangt, wenn eine Mini-Festung absolviert wird. Weiter tauchen auf der Weltkarte Hammer-Brüder auf. Landet die Spielfigur auf einem Hammer-Bruder-Feld, startet ein Level, in dem es einen Hammerbruder zu besiegen gilt.
Gegen Mitte der Welt ist die Mini-Festung zu bewältigen. Am Ende eines Mini-Festungs-Levels muss ein Gegner namens Boom Boom besiegt werden. Das letzte Feld auf einer Weltkarte ist schließlich die Festung. Dort lebt der jeweilige König der Welt, der verwandelt wurde. Um den Zauberstab zurückzuerlangen, muss Mario einen Luftschiff-Level bewältigen. Am Ende dieses Levels, der unabhängig von der Spielerposition konstant weiterscrollt (Autoscroll-Level), befindet sich der Endgegner einer Welt, einer von Bowsers Kindern, der besiegt werden muss, um zur nächsten Welt fortzufahren.
Daneben gibt es das Spade Panel, das zu einem Minispiel führt. Dieses Minispiel ähnelt einer Slotmaschine. Die jeweiligen Rollen müssen so gestoppt werden, dass entweder ein korrektes Bild eines Pilzes, einer Blume oder eines Sterns entsteht. Es können mehrere 1-Ups gewonnen werden. Außerdem taucht manchmal das N-Mark Spade Panel auf der Weltkarte auf. Dieses Minispiel gleicht einem Memoryspiel. Wählt der Spieler zwei Karten, die das gleiche Item anzeigen, so erhält er dieses. Scheitert er dabei zwei Mal, ist das Minispiel erfolglos beendet. Eine fehlerhafte Programmierung ergibt nur 8 verschiedene Kartenmischungen, sodass mit Kenntnis dessen immer alle Karten aufgedeckt werden können.

### Zweispielermodus
Super Mario Bros. 3 kann allein oder zu zweit gespielt werden. Dabei können sich die Spieler unterstützen, indem sie Level abwechselnd absolvieren, aber auch gegeneinander spielen. Außerdem gibt es den Battle-Modus, in dem beide Spieler gleichzeitig gegeneinander in Mario Bros. antreten. Dazu muss eine der beiden Figuren auf der Weltkarte ein vom anderen Spieler absolviertes Feld betreten. Dieses Minispiel ist eine Umsetzung des Arcade-Spiels Mario Bros. Hier gewinnt man, indem man vor dem Mitstreiter fünf Gegner besiegt oder wenn der Mitstreiter besiegt wird. Dabei können sich die Gegner auch gegenseitig ihre Karten stehlen.

## Entwicklung

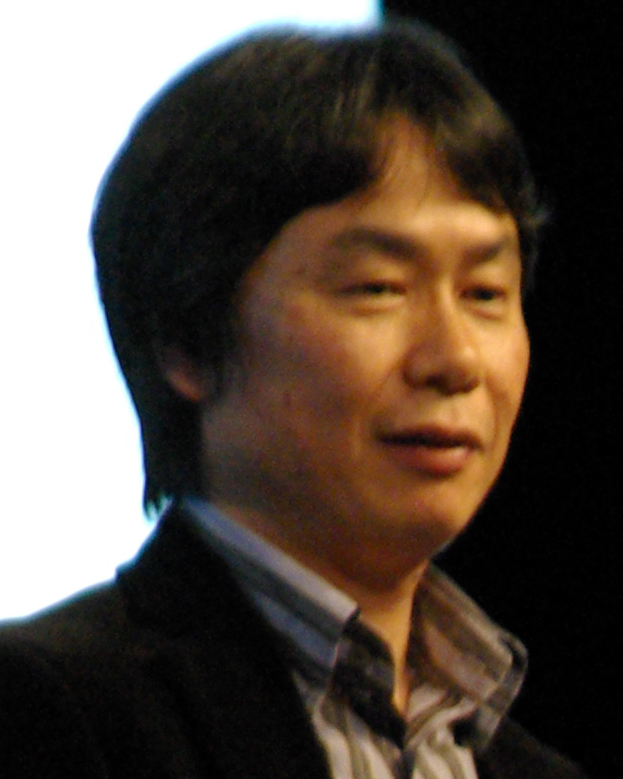
Shigeru Miyamoto

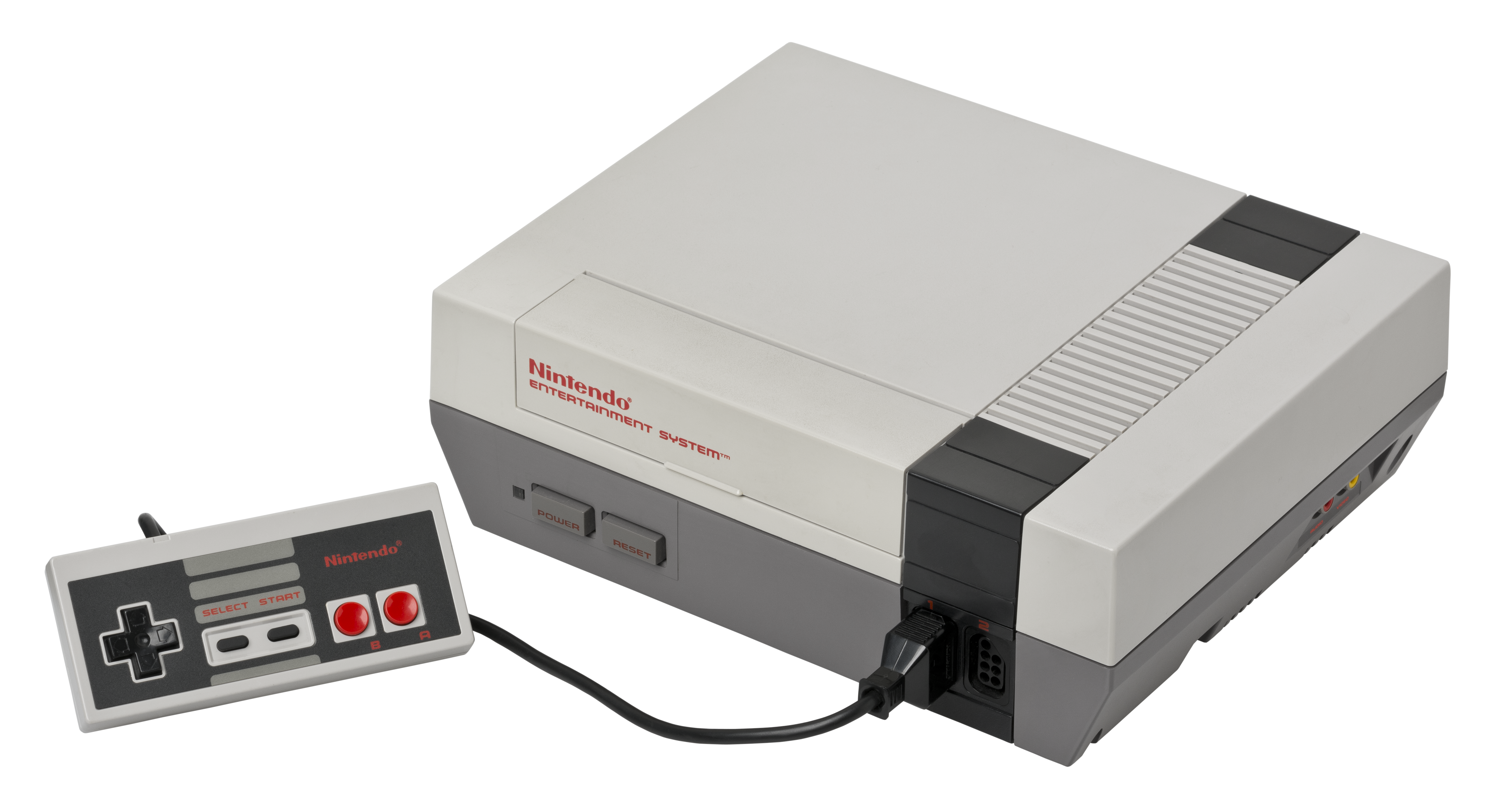
Ein Nintendo Entertainment System

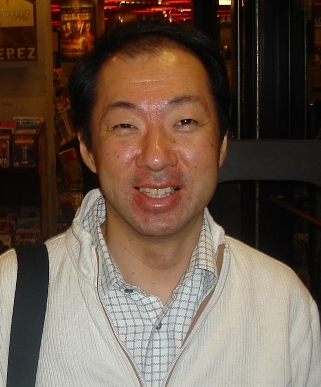
Kōji Kondō, Komponist der Spiel-Melodien

Shigeru Miyamoto leitete das Entwicklungsteam, das aus über zehn Leuten bestand, darunter auch Takashi Tezuka und der Komponist Kōji Kondō. Die Entwicklung dauerte etwa zwei Jahre an.
1988 wurde die Technik, die im Nintendo Entertainment System verwendet wurde, fünf Jahre alt. NEC und Sega wurden allmählich zu Konkurrenten Nintendos, sie boten eine fortgeschrittenere Technik an. Nintendo aber baute weiter auf das NES. Um die Stellung als Marktführer beizubehalten, musste ein neues, komplexes Spiel entwickelt werden. Super Mario Bros. 3 wurde so komplex, dass im Modul sowohl zusätzlicher Arbeitsspeicher als auch ein unterstützender Prozessor eingebaut wurde.
Um sich für ein neues Spiel inspirieren zu lassen, besuchten die Entwickler Disney World in Florida. Da es schon in den vorherigen Spielen Power-Ups, die die Spielfigur stärken, gab, entschieden die Entwickler, ein solches Konzept auch in Super Mario Bros. 3 zu integrieren. Dabei wollte man etwas Neues erarbeiten. Es kamen Ideen auf, Power-Ups einzubauen, die Mario in andere Kreaturen verwandeln sollten, so stand eine Zentaurenverwandlung zur Diskussion. Später dachten sich die Entwickler aus, dass Mario einen Schwanz erhalten und fliegen könne. Dazu erarbeiteten sie unterschiedliche Konzepte. Übernommen wurde schließlich das Konzept vom Waschbärenschweif.
In Super Mario Bros. 3 wurden viele neue Gegner eingeführt, so Varianten bereits bekannter Gegner, die Koopalinge oder eine Gegnerart namens Chain Chomper, Kettenhunde. Zu deren Ursprung äußerte sich Miyamoto, er habe als Kind eine Begegnung mit einem bissigen Hund gemacht. Dieser wollte ihn verfolgen, sei aber angeleint gewesen, sodass er den jungen Miyamoto nicht beißen konnte.
Die Entwickler hatten festgelegt, das Spiel solle Spielern jeden Erfahrungsgrades Spaß bereiten. Daher platzierten sie zunächst im Spiel viele Hilfen, also Münzen oder 1-Ups. Schließlich wurden die letzten Welten im fertigen Spiel trotzdem fordernd, dass sie zur damaligen Zeit zu den schwierigsten Videospielpassagen gehörten. Nachdem das Spielprinzip konzipiert und die einzelnen Level geplant und aufgezeichnet worden waren, wurden diese Pläne mittels eines Geräts namens Charakter Generator Computer Aided Design umgesetzt.

## Vermarktung
Nintendo hat Super Mario Bros. 3 durch gewisse Methoden beworben, womit der Konzern die Videospielwerbung begründete. Auf drei verschiedene Arten wurde Werbung für das Spiel betrieben. Zunächst hat Nintendo ein Übereinkommen mit der Fast-Food-Kette McDonald’s vereinbart, sodass die Restaurant-Kette spezielle Super-Mario-Happy-Meals anbot. Ein ähnliches Übereinkommen wurde mit dem Getränkekonzern PepsiCo geschlossen. Becher der Marke waren kurzzeitig von außen mit Super-Mario-Bros.-3-Bildern versehen.
Die laut Chopra bemerkenswerteste Werbetaktik war aber der Kinofilm The Wizard. Dieser Film sei laut mehreren Kritikern eher eine 100-minütige Werbung als ein richtiger Kinofilm, denn im Film waren erstmals Ausschnitte aus Super Mario Bros. 3 zu sehen, das bis dato unveröffentlicht war. Gegen Ende des Films sind fünf Minuten aus Super Mario Bros. 3 zu sehen. Der Film erschien im Winter 1989 in den USA, nachdem es bereits Gerüchte über ein weiteres Super-Mario-Bros.-Spiel gegeben hatte, das bereits in Japan erschienen sein soll. Diese Verkaufsstrategie zeigte sich erfolgreich. Das Spiel erschien schließlich in den USA 1990, vier Monate nachdem der Film auf den Markt kam. Dieser spielte etwa 14 Millionen US-$ ein.

## Rezeption

### Kritik
Noch heute gilt Super Mario Bros. 3 als eines der besten Videospiele. Dazu trugen unterschiedliche Faktoren bei, darunter auch die sehr große Spielwelt, die das Spiel bietet. Diese sei, wie der Journalist Chris Kohler urteilt, so groß, dass sie für einen Großteil der Spieler nicht ganz zu erkunden sei. Dabei sei diese Spielwelt lebendig und biete viele neue Möglichkeiten, so kann Mario in diesem Spiel auch fliegen. Die Spielwelt beinhaltet auch viele versteckte Geheimnisse und sei sehr abwechslungsreich. Sie bietet auch selbst scrollende Level. Auch grafisch gesehen hat sich das Spiel den Vorgängern gegenüber geändert, sei aber nicht mit heutigen Spielen vergleichbar. Besonders die Figuren sind in Super Mario Bros. 3 cartoonartiger gestaltet. Im Vergleich zu den Figurensprites aus den Vorgängerspielen sind die Umrandungen nun statt blau schwarz und die Haut sieht eher hautfarben als orange aus. Ferner werden die Augen nur noch durch schwarze, nicht mehr mit weißen Pixeln dargestellt. Ebenfalls hoben Kritiker die Melodien hervor und auf technischer Seite die gute Verwendung des Schlagzeugs und des Basses.
Steven A. Schwartz lobte auch die Anleitung des Spiels, die mit etwa 40 Seiten die umfangreichste der damaligen Zeit war.
Die Zeitschrift Nintendo Power platzierte Super Maro Bros. 3 auf den sechsten Platz auf einer Liste der 200 besten Videospiele aller Zeiten. Auf der Liste der besten 100 Videospiele aller Zeiten der Website IGN wurde Super Mario Bros. 3 2005 an der 23. Stelle platziert und 2007 auf dem 39. Platz. Bei der Platzierung 2005 hob die Website hervor, dass das Spiel viele neue Ideen und abwechslungsreich gestaltete Level bringe. Auch spiele es sich nicht zuletzt dank der präzisen Steuerung gut. Auf einer Liste der 100 Spiele, die heute noch am meisten Spaß machen, die die Zeitschrift Edge im März 2009 herausgab, befand Super Mario Bros. 3 auf Platz 20. Die Website 1Up.com erstellte 2008 eine Liste der 200 besten Videospiele ihrer Zeit und setzte Super Mario Bros. 3 auf den 14. Platz. Auf einer 2009 erstellten Liste der 100 besten NES-Spiele von IGN befindet sich Super Mario Bros. 3 auf dem 1. Platz.

### Videospielgeschichtlicher Einfluss
Die Stanford University erstellte eine Liste der 10 einflussreichsten Videospiele. Dabei wurde sie von Videospielexperten beraten. Einer von ihnen, Christopher Grant, platzierte Super Mario Bros. 3. Er argumentierte, das Spiel habe einen wichtigen Schritt zur Nichtlinearität von Videospielen gemacht. Der Bildschirmausschnitt bewegt sich nicht nur vor, sondern auch zurück. Außerdem bewegt sich der Ausschnitt teilweise auch vertikal. Auch brachte das Spiel Neuerungen in die Super-Mario-Reihe, nicht zuletzt die Möglichkeit, fliegen zu können.
Allein durch Super Mario Bros. 3 konnte Nintendo 500 Millionen US-$ einnehmen. Damit war das Spiel 1994 das erfolgreichste Unterhaltungsprodukt abgesehen vom Film E.T. – Der Außerirdische. Es wurde nicht zuletzt durch die Vermarktungstaktik insgesamt 17,28 Millionen Mal verkauft, davon 9,69 Millionen Mal in den USA, 3,84 Millionen Mal in Japan und 3,75 Millionen Mal in Europa. Damit war es das meistverkaufte Videospiel, das nicht zusammen mit einer Konsole verkauft wurde. Mit Stand März 2011 ist es auf der Liste der meistverkauften Videospiele auf dem 23. Platz. Damit trug das Spiel zum weiteren Erfolg des NES sowie der Firma Nintendo bei, die 1991 das erfolgreichste japanische Unternehmen wurde.
Viele Spieler lobten Super Mario Bros. 3, weil es das Spielprinzip von Super Mario Bros. erfolgreich übernahm und mit vielen neuen Elementen bereicherte. Einige dieser für die Reihe innovativen Elemente sind die Minispiele, neue Items, die Möglichkeit zu fliegen, ein guter Zweispielermodus und auch ein guter Soundtrack. Das Prinzip der Anzüge wurde auch in späteren Spielen wiederverwendet, so auch in Super Mario Galaxy (2007) und Super Mario Galaxy 2 (2010). Eine weitere Neuerung war die Weltkarte, die später unter anderem in weiteren Mario- und in Donkey-Kong-Country-Spielen verwendet wurde. Sie trug ebenfalls zur Nichtlinearität bei.

### Weitere Auswertung
Chris Kohler zufolge ähnelt Super Mario Bros. 3 vom erzählerischen Aufbau her sehr einem epischen Film. So endet es mit einem Endkampf gegen König Koopa, der aber länger und eindrucksvoller sei als in den vorherigen Spielen. Weil er so komplex sei, sei dieser Kampf auch wirklich wie ein Kampf. Bewältigt der Spieler den Endkampf, folgen die Credits.
Bill Loguidice und Matt Barton sehen in Super Mario Bros. 3 musikalische Referenzen. Im Spiel gibt es die aus Vorgängerspielen bekannte Möglichkeit, ganze Welten zu überspringen. Dafür muss eine versteckte magische Flöte eingesammelt werden. Wird sie verwendet, spielt sie eine Melodie, ein Wirbelsturm erscheint und führt die Spielfigur so zu einer Insel, von wo sie auswählen kann, welche Welt sie betreten möchte. Diese Technik stammt aus The Legend of Zelda, das von den gleichen Entwicklern stammt. Auch die Melodie, die abgespielt wird, wenn man die Flöte verwendet, stammt exakt aus The Legend of Zelda. Ferner wurden die Koopalinge in der amerikanischen Version nach bekannten Musikern benannt. Loguidice und Barton führen Morton Koopa Jr. an, der nach dem Musiker und Showmaster Morton Downey Jr. benannt sein und wie Paul Stanley aussehen soll, sowie Wendy O. Koopa, die ihren Namen in Anlehnung an Wendy O. Williams erhalten haben. Nur Larry Koopa ließe sich keinem Musiker zuordnen. Außerdem hatte Miyamoto die sieben Koopalinge vom Aussehen her in Anlehnung an sieben der Programmierer gestaltet, als Anerkennung von deren Leistungen.
Wie in den Vorgängerspielen gibt es in Super Mario Bros. 3 auch eine Warp-Zone (siehe Super Mario Bros.#Spielprinzip). Der Weg zu dieser Zone, über die der Spieler eine andere Welt betreten kann, ist sehr versteckt. Um zur Warp-Zone transportiert zu werden, muss Mario eine magische Flöte einsammeln. Von diesen sind drei Stück im Spiel versteckt, jede führt zu einem anderen Punkt auf der Warp-Zone. Um an die zweite Flöte zu gelangen, muss Mario in einem bestimmten Level aus den oberen Bildschirmrand hinausfliegen und dort weiterlaufen, um einen versteckten Raum zu betreten, der die Flöte beinhaltet. David Sheff deutet dies, dass die Spielfigur das Spiel selbst verlasse. Er führt an, es sei sehr schwer für einen Spieler, von allein auf die Idee zu kommen, aus dem Bildschirmrand hinaus zu fliegen. Aber die, die darauf kommen, werden entsprechend belohnt, so Sheff weiter. Hingegen war dieser Trick in vielen Videospielmagazinen nachzulesen.
Die Medienwissenschaftlerin Marsha Kinder, Ph. D. und Professorin an der USC School of Cinematic Arts, sieht in Super Mario Bros. 2 eine Verkaufstaktik darin, da der Spieler zwischen mehreren Charakteren, auch weiblichen, wählen kann (siehe Super Mario Bros. 2#Untersuchung durch die Medienwissenschaftlerin Marsha Kinder). Diese Entwicklung sei in Super Mario Bros. 3 hingegen nicht weiter verfolgt worden. In diesem Spiel stehe als Spielfigur nur Mario zur Auswahl, weshalb sich der Spieler mit ihm identifizieren müsse. Zwar widerführen Mario durch die Anzüge Verwandlungen, diese aber würden keine geschlechtlichen Grenzen überschreiten. Dafür biete das Spiel tierische Verwandlungen an. Dies seien die Könige, die in Tiere verwandelt wurden, und die Frosch-, die Waschbär- und die Tanuki-Anzüge, mit denen sich Mario tarne. Ferner sei der Prozess, dass Mario die Zauberstäbe zurückerobern muss, um den Königen ihre menschliche Kraft zurückzuverliehen, einer Art Konflikt zwischen Vater und Sohn. Dies werde dadurch verstärkt, dass Toad und Prinzessin Toadstool Mario lediglich anfeuern.

## Andere Versionen

### PlayChoice

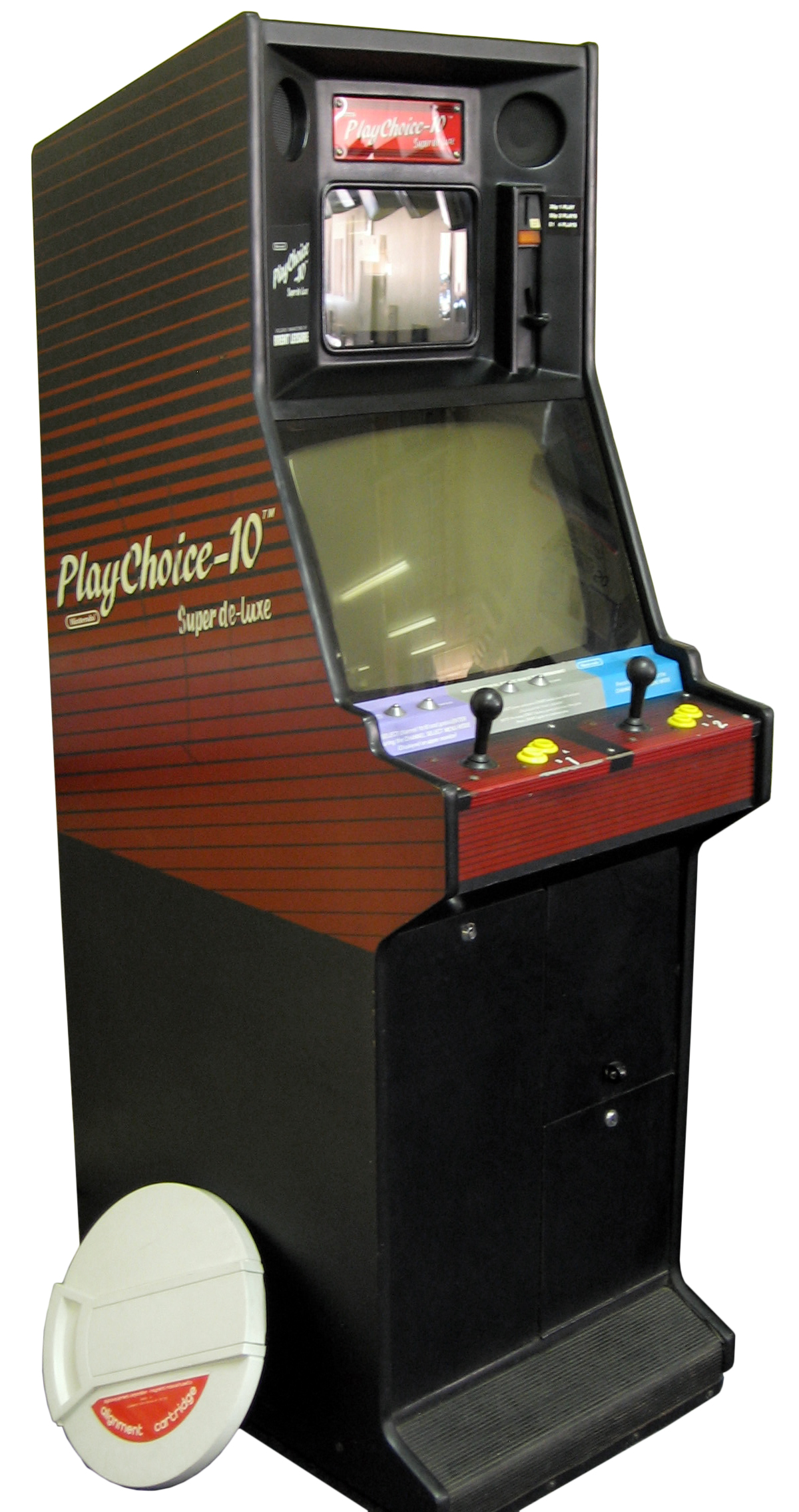
Ein PlayChoice-10-Automat

Ab April 1986 erschien das System PlayChoice-10. Eins der zehn in diesem Automat verfügbaren Spiele ist Super Mario Bros. 3. Der Spieler erkauft sich am Automaten Spielzeit und kann solang die verfügbaren Spiele spielen. Die Technik des Automaten stimmt weitgehend mit der des NES überein. Die einzelnen Spiele wurden dabei ohne Änderungen übernommen. Daher entspricht diese Umsetzung auch dem Original, nur existiert ein Zweitmonitor, auf dem zusätzliche Textinformationen ausgegeben werden.

### id Software
Der Programmierer John Carmack erschuf im September 1990 eine Engine für den PC, mit der scrollende Jump ’n’ Runs betrieben werden konnten. Zusammen mit Tom Hall erarbeitete er auf Basis dieser Engine eine Kopie des ersten Levels von Super Mario Bros. 3 für den PC. Anstelle eines Mario-Sprites als Spielfigur setzten sie Sprites aus Dangerous Dave ein und nannten die Demo Dangerous Dave in Copyright Infringement. Diese Demo sollte zeigen, dass auch damalige Computer grafisch gesehen an die Standards der Spielekonsolen anknüpfen können. Carmack und Hall zeigten sie dem Dangerous-Dave-Entwickler John Romero, der sie für gut befand. Daher bemühten sich Carmack und Hall in den nächsten Wochen, das komplette Spiel für den Computer zu programmieren. Das fertige Spiel zeigten sie Nintendo vor und boten es an, Nintendo aber lehnte es ab, weil die Firma sich nicht im Computermarkt beteiligen wollte. Die Programmierung des Spiels aber führte dazu, dass die Abgewiesenen wenig später die Firma id Software gründeten, die in ihrer Geschichte bekannte Spiele entwickelte.

### Super Mario All-Stars

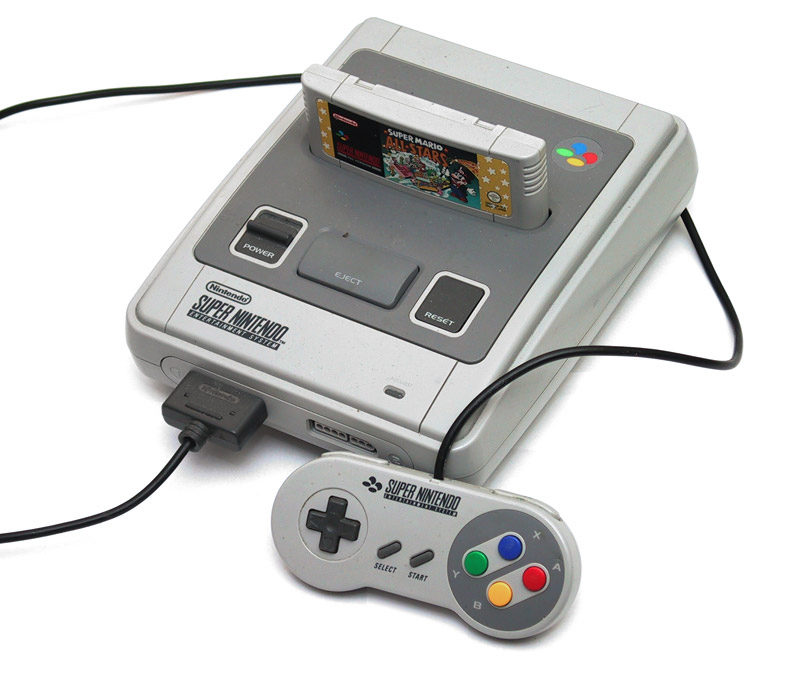
Ein SNES mit eingestecktem Super-Mario-All-Stars-Modul

Super Mario All-Stars ist eine für das Super Nintendo Entertainment System (SNES) am 1. Januar 1994 erschienene Spielesammlung. Sie umfasst die Spiele Super Mario Bros., Super Mario Bros. 2, Super Mario Bros.: The Lost Levels, das damit das erste Mal außerhalb Japans erschien, und Super Mario Bros. 3. Die Grafik sowie der Ton der Spiele wurden an das Niveau der SNES-Konsole angepasst. Weitere Änderungen nahm Nintendo nicht vor.
Zum 25. Jubiläum von Super Mario Bros. 2010 veröffentlichte Nintendo eine Jubiläumsedition von Super Mario All-Stars für die Wii. Als Beigabe enthält diese Sammlung eine CD-ROM mit zehn Musikstücken und zehn Soundeffekten aus den Super-Mario-Spielen und außerdem ein 32-seitiges Mario-Geschichtsheft. In Japan erschien das Paket am 11. November 2010 und in Europa am 3. Dezember 2010.

### Super Mario Advance
Am 21. Oktober 2004 erschien Super Mario Advance 4: Super Mario Bros. 3 für den Game Boy Advance. Es handelt sich um den vierten und letzten Teil der Super-Mario-Advance-Reihe. Er basiert auf der All-Stars-Version und wurde ein wenig überarbeitet.

### VirtualConsole
Super Mario Bros.3 ist seit dem 9. November 2007 für die Virtual Console der Nintendo Wii erhältlich. Es kostet 500 Wii-Points, umgerechnet also fünf Euro. 2014 kam eine Virtual-Console-Version für den Nintendo 3DS in den Nintendo eShop für fünf Euro.

## Einfluss auf Tool-Assisted Speedruns
Im Jahr 2003 veröffentlichte ein japanischer Spieler unter dem Nickname Morimoto einen Speedrun des Spiels, der mit dem Emulator Famtasia aufgenommen wurde, bei dem durch das wiederholte Ändern der Eingaben („re-recording“) Super Mario Bros. 3 in knapp über 11 Minuten durchgespielt wurde. Dieser Speedrun löste Kontroversen aus und wurde, da er nicht offensichtlich als Tool-Assisted Speedrun gekennzeichnet war, teilweise fälschlich auch als in Echtzeit gespielt angesehen, führte jedoch letztlich zu weiter Bekanntheit dieser Art von Speedruns, die ursprünglich mit Doom in den späten 1990er Jahren ihren Anfang nahmen.